# Жан Фернель

Therapeutice, seu medendi ratio

Жан Фернель (фр. Jean François Fernel; 1497, за іншими джерелами, 1485 — 1558) — французький лікар, математик, астроном. Доктор медицини (1530), професор (1534).

## Життєпис
Фернеля вважала найкращим лікарем свого часу у Франції та одним із найкращих в Європі. Він був професором Паризького університету, лейб-медиком короля Генріха II. Йому належать твори з математики, астрономії і космології (у цей період одні і ті ж особи, як-правило, поєднували посади придворних астрологів і лікарів). Фернель був першою людиною Нового часу, що здійснила вимірювання градуса меридіана (1528; виміряв дугу від Парижа до Ам'єна).
З погляду гуманістичної культури він виступав за розвиток методів пізнання природи. Так у своєму творі «Діалог» (датується приблизно 1530 роком) він писав:
|  | Але що було б, якби наші попередники і їх прародителі просто слідували тими ж шляхами, які були прокладені задовго до них |

.
Фернель критично ставився до гуморальної патології Галена, вважав, що згідно з теорією солідарної патології, діяльність органів залежить від їхньої морфологічної будови.
Його вкладом у медицину були описи аневризм артерій і симптомів жовчно-кам'яної хвороби (1554), введення термінів «фізіологія» і «патологія».
На вшанування пам'яті про науковця кратер Фернель на видимому боці Місяця названо його іменем.